# Chart Sutton
Chart Sutton – wieś w Anglii, w hrabstwie Kent, w dystrykcie Maidstone. Leży 7 km na południowy wschód od miasta Maidstone i 58 km na południowy wschód od centrum Londynu.